# Serbische Eishockeyliga

Logo der Serbischen Eishockeyliga

Die Serbische Eishockeyliga (serbisch Prvenstvo Srbije u hokeju na ledu Првенство Србије у ҳоқејү на леду, wörtlich übersetzt: Serbische Eishockeymeisterschaft) ist die höchste Eishockey-Spielklasse Serbiens, die den Serbischen Meister ausspielt. Die serbische U20-Nationalmannschaft spielte die Saisons 2012/13 und 2013/14 in der Liga. Die Liga entstand nach der Abspaltung von Montenegro aus der Serbisch-Montenegrinischen Eishockeyliga.

## Meister
- 2019: SKHL Roter Stern
- 2018: SKHL Roter Stern
- 2017: HK Belgrad
- 2016: HK Partizan Belgrad
- 2015: HK Partizan Belgrad
- 2014: HK Partizan Belgrad
- 2013: HK Partizan Belgrad
- 2012: HK Partizan Belgrad
- 2011: HK Partizan Belgrad
- 2010: HK Partizan Belgrad
- 2009: HK Partizan Belgrad
- 2008: HK Partizan Belgrad
- 2007: HK Partizan Belgrad

Meister Serbien und Montenegros:
- 2006: HK Partizan Belgrad
- 2005: KHK Roter Stern Belgrad
- 2004: HK Vojvodina Novi Sad

Jugoslawischer Meister:
- 2003: HK Vojvodina Novi Sad
- 2002: HK Vojvodina Novi Sad
- 2001: HK Vojvodina Novi Sad
- 2000: HK Vojvodina Novi Sad
- 1999: HK Vojvodina Novi Sad
- 1998: HK Vojvodina Novi Sad
- 1997: KHK Roter Stern Belgrad
- 1996: KHK Roter Stern Belgrad
- 1995: HK Partizan Belgrad
- 1994: HK Partizan Belgrad
- 1993: KHK Roter Stern Belgrad
- 1992: KHK Roter Stern Belgrad